# Władimir Wdowiczenkow
Władimir Władimirowicz Wdowiczenkow (ros. Владимир Владимирович Вдовиченков, ur. 13 sierpnia 1971 w Gusiewie w obwodzie królewieckim w ZSRR) – rosyjski aktor filmowy.

## Filmografia
- Prezydent i jego wnuczka (2000)
- Obywatel naczelnik (Гражданин начальник, 2001) jako Kola-afganiec
- Граница. Таёжный роман (2001)
- Раскалённая суббота (2002)
- Kwiecień (Апрель, 2002)
- Brygada (Бригада, serial telewizyjny, 2002) jako Fil
- Piąty anioł (Пятый ангел, serial telewizyjny, 2003)
- Beema (Бумер, 2003) jako Kostia „Kot”
- Zwiezdoczot (Звездочёт, serial telewizyjny, 2004) jako Siergiej Czumakow – „Zwiezdoczot”
- Kursanci (Курсанты, serial telewizyjny, 2004) jako Wasilij Bykow
- Niebo i ziemia (Небо и земля, serial telewizyjny, 2004) jako Giennadij Nieczajew
- Czas zbierania kamieni (Время собирать камни, 2005) jako kapitan Diomin
- Siódmy dzień (Седьмой день, 2006)
- Beema 2 (Бумер. Фильм второй, 2006) jako Kostia „Kot”
- Paragraf 78 (Параграф 78, 2006) jako Skif
- Paragraf 78: Film drugi (Параграф 78. Фильм второй, 2007) jako Skif
- Taras Bulba (Тарас Бульба, 2009) jako Ostap